# Inchmickery
Inchmickery är en ö i Storbritannien.   Den ligger i kommunen City of Edinburgh och riksdelen Skottland, i den centrala delen av landet, 500 km norr om huvudstaden London.